# Paweł Gryc
Paweł Gryc (ur. 9 stycznia 1996) – polski siatkarz, grający na pozycji atakującego i przyjmującego.

## Sukcesy klubowe
I liga:
- 2022[2]
- 2021, 2025[3]

## Sukcesy reprezentacyjne
Mistrzostwa Europy Juniorów:
- 2014